# Pearl Harbor National Memorial
Le Pearl Harbor National Memorial est un mémorial national américain situé sur l'île de Oahu à Hawaï. Faisant à l'origine partie d'un monument réparti sur plusieurs sites (le World War II Valor in the Pacific National Monument, créé en 2008), son existence autonome procède d'une loi signée le 12 mars 2019 par le président des États-Unis Donald Trump. Il protège des sites liés au souvenir de l'attaque japonaise du 7 décembre 1941, survenue durant la Seconde Guerre mondiale.